# رجال الطوسي
رجال الطوسي الشهور برجال الشيخ كتاب من تأليف الشيخ الطوسي في ترجمة أصحاب نبي الإسلام محمد ﷺ والأئمة الاثنا عشر وبيان أحوالهم. حسب ترتيب عصورهم، ويعد من الأصول الخمسة في علم الرجال عند الشيعة، وقد ألفه بعد تأليف الفهرست وقد ترجم ل 6429 شخص تقريبا

## سبب التأليف
«فاني قد أجبت إلى ما تكرر سؤال الشيخ الفاضل فيه، من جمع كتاب يشتمل علي أسماء الرجال، الذين رووا عن رسول الله صلى الله عليه وآله وعن الأئمة عليهم السلام من بعده إلى زمن القائم عليه السلام، ثم أذكر بعد ذلك من تأخر زمانه من رواة الحديث أو من عاصرهم ولم يرو عنهم.»